# Маркакольський район
Маркако́льський район (каз. Марқакөл ауданы, рос. Маркакольский район) — адміністративна одиниця у складі Східноказахстанської області Казахстану. Адміністративний центр — село Маркаколь.

## Населення
Населення — 7814 осіб (2021; 12477 у 2009, 19027 у 1999, 22493 у 1989).

## Історія
Маркакольський район був утворений у складі Семипалатинського округу 17 січня 1928 року з частин Дарчої та Прикордонної волостей Зайсанського повіту Семипалатинської області (затверджено ВЦВК 3 вересня 1928 року). До його складу увійшли сім сільрад (Буранівська, Черняєвська, Гірська, Успенська, Чумецька, Алексієвська, Архиповська) і три аулради (Чигировська, Кальджирська, Терсайська). Постановою ВЦВК від 23 липня 1930 року в Казакській АРСР було ліквідовано окружний поділ та введено районний, у зв'язку з чим Маркакольський район було скасовано, а його територія розподілена між Зайсанським і Катон-Карагайським районами, що мали з 17 грудня 1930 року пряме республіканське підпорядкування. Указом Президії Верховної Ради Казахської РСР від 16 жовтня 1939 року за рахунок розукрупнення Зайсанського і Катон-Карагайського районів був знову утворений Маркакольський район у складі Східно-Казахстанської області, що складався з десяти сільрад: Кальджирської, Успенської, Чигировської, Бобровської, Бугумуюзовської, Орловської, Пролетарської. Указом Президії Верховної Ради Казахської РСР від 13 серпня 1954 року частина сільрад була об'єднана: Успенська та Алексієвська — в Алексієвську, Бугумуюзовська й Орловська — в Орловську, Кальджирська і Чигировська — в Чигировську. Указом Президії Верховної Ради Казахської РСР від 26 вересня 1957 року були об'єднані сільради: Бобровська, Орловська і Пролетарська — в Бобровську, Бурановська і Чигиривська — в Бурановську, Горнівська й Архиповська — в Горнівську.
Указом Президії Верховної Ради Казахської РСР від 2 січня 1963 року Маркакольський район вдруге скасовано, територія увійшла до складу Курчумського сільського району. Указом Президії Верховної Ради Казахської РСР від 31 грудня 1964 року поділ на сільські та промислові райони було ліквідовано, до відновленого Маркакольського району зі складу Курчумського району були передані сільради: Алексієвська, Бобровська, Бурановська, Горнівська. Рішенням Східно-Казахстанського облвиконкому від 12 липня 1967 року № 353 відповідно до постанови Ради Міністрів Казахської РСР від 29 травня 1967 року утворено Черняєвську сільраду. Указом Президії Верховної Ради Казахської РСР від 28 червня 1972 року утворено Каройську сільраду.
Указом Президента Республіки Казахстан від 23 травня 1997 року вкотре ліквідовано Маркакольський район, територія увійшла до складу Курчумського району Східноказахстанської області. 28 грудня 2023 року було прийнято, що з 1 січня 2024 року Маркакольський район відновлено.

## Склад
До складу району входять 5 сільських округів:
| Поселення                      | Площа, км² | Населення, осіб (1989) | Населення, осіб (1999) | Населення, осіб (2009) | Населення, осіб (2021) | Центр     | Населені пункти |
| ------------------------------ | ---------- | ---------------------- | ---------------------- | ---------------------- | ---------------------- | --------- | --------------- |
| Акбулацький сільський округ    | -          | 2925                   | 2083                   | 738                    | 243                    | Акбулак   | 3               |
| Буранівський сільський округ   | -          | 4889                   | 4067                   | 2901                   | 1697                   | Буран     | 5               |
| Калжирський сільський округ    | -          | 3488                   | 3471                   | 2543                   | 1514                   | Калжир    | 4               |
| Маркакольський сільський округ | -          | 8783                   | 7407                   | 5124                   | 3531                   | Маркаколь | 6               |
| Тоскаїнський сільський округ   | -          | 2408                   | 1999                   | 1171                   | 829                    | Тоскаїн   | 5               |

## Найбільші населені пункти
Населені пункти з чисельністю населення понад 1000 осіб:
| № | Населений пункт | Населення, осіб (1989) | Населення, осіб (1999) | Населення, осіб (2009) | Населення, осіб (2021) |
| - | --------------- | ---------------------- | ---------------------- | ---------------------- | ---------------------- |
| 1 | Маркаколь       | 5629                   | 4979                   | 3489                   | 2757                   |
| 2 | Калжир          | 1981                   | 2127                   | 1576                   | 1030                   |